# Буян (остров, Красноярский край)
Буя́н — остров архипелага Северная Земля. Административно относится к Таймырскому Долгано-Ненецкому району Красноярского края.
Расположен в Карском море в 500 метрах от мыса Открытого — юго-западного мыса острова Комсомолец.
Имеет вытянутую форму около километра в длину и до 500 метров в ширину. Особых возвышенностей нет, северный берег — обрывистый.